# Интеграција Монте Карло
Интеграција Монте Карло је једна Метода Монте Карло којом израчунавамо нумерички (приближно) дати интеграл. Најчешће се примењује када је дати интеграл врло компликован и аналитички врло тежак или немогућ за израчунавање.
Основа су произвољни бројеви или псеудопроизвољни бројеви. У оквиру правоугаоника који изаберемо (висину можемо сами да дефинишемо, док је ширина дати интервал) посматрамо одређен број ({\displaystyle n}) произвољних тачака подједнако распоређених у изабраној области. 
Број тачака које се налазе унутар функције у односу на укупан број тачака требало би да нам да приближну вредност односа интеграла и свеукупне површине.
Математички записано:
{\displaystyle \int _{a}^{b}f(x)dx\approx {\frac {n_{pogodaka}}{n_{ukupno}}}\cdot A}, A: површина правоугаоника
За велики број тачака наша прецизност се повећава, а овај начин интеграције се пре свега примењује на вишедимензионалне проблеме (тада наравно није реч о правоугаонику већ о коцки, хиперкоцки итд.).